# 托雷西纳
托雷西纳（義大利語：Torresina），是意大利库内奥省的一个市镇。总面积3平方公里，人口63人，人口密度21.0人/平方公里（2009年）。ISTAT代码为004229。